# Sant’Andrea (Pistoia)

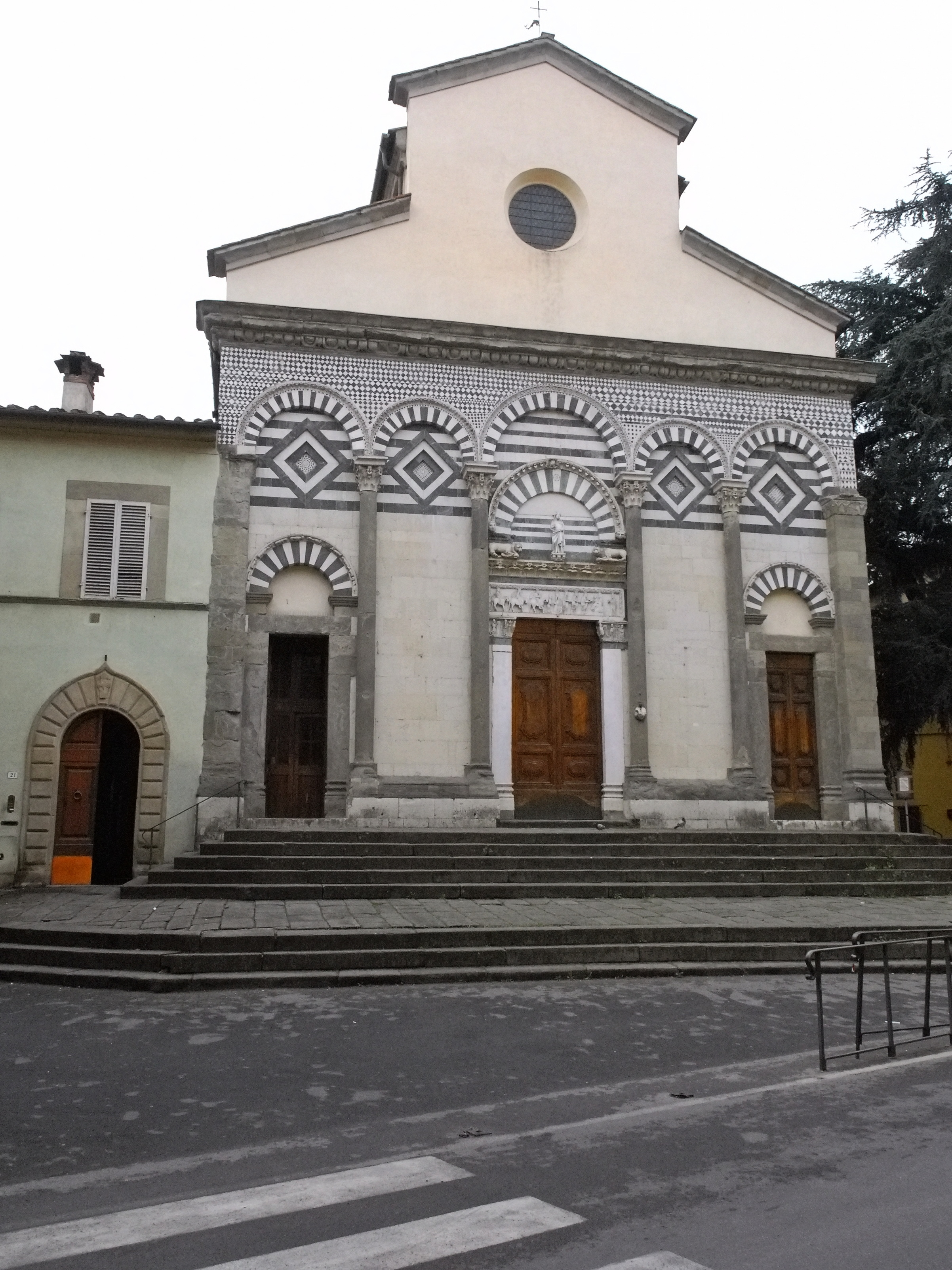
Die Fassade zur Via Sant’Andrea

Sant’Andrea, auch Pieve di Sant’Andrea, ist eine Kirche in der toskanischen Stadt Pistoia. Sie ist bekannt für ihre romanische Fassade im Stil der toskanischen Protorenaissance und ihre Kanzel von Giovanni Pisano aus der Wende vom 13. zum 14. Jahrhundert. Sie war und ist auch Taufkirche, daher der italienische Zusatz Pieve. Namenspatron ist der heilige Andreas.

## Lage
Die Kirche liegt im nördlichen Teil der Altstadt von Pistoia an der nach ihr benannten Via di Sant’Andrea, etwa 300 Meter nordwestlich der zentralen Piazza del Duomo.

## Baugeschichte
Ein erster Kirchenbau an dieser Stelle geht zurück bis in das 8. oder 9. Jahrhundert. Der Bau wurde im 12. Jahrhundert, etwa um 1160 bis 1170, neu errichtet und seine Länge erheblich ausgeweitet. Die Kirche erhielt damit ihren bis heute sichtbaren romanischen Raumeindruck.

## Fassade

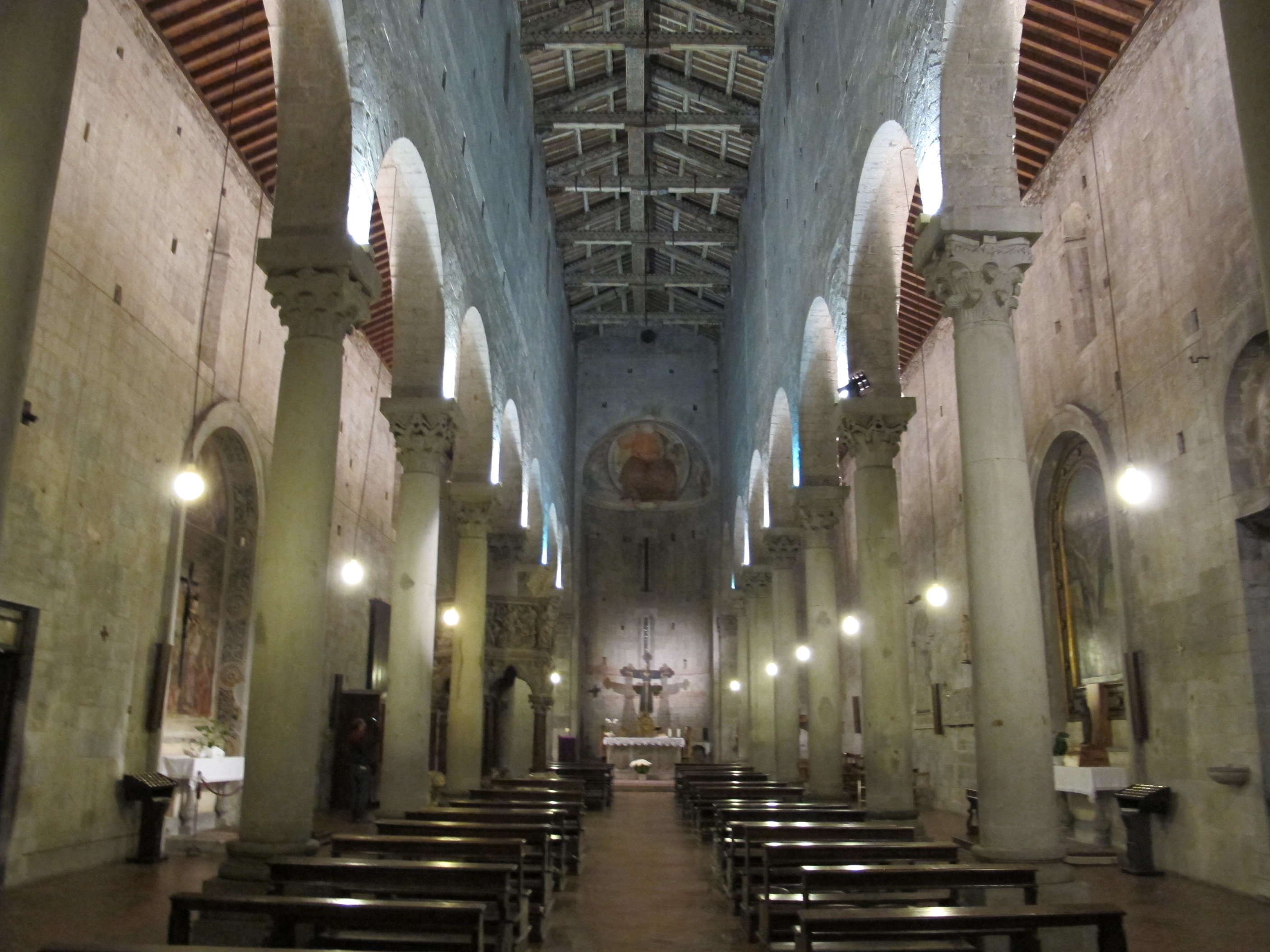
Blick in das Mittelschiff zur Apsis

Die Fassade der Kirche ist, dem Inneren entsprechend, dreiachsig gestaltet. Die Fläche wird von vier Säulen mit Kapitellen Korinthischer Ordnung gegliedert, die Blendbogenarkaden aus zwei verschiedenen Marmorarten tragen. Auch die unterhalb der Arkaden eingefügten, dreifach gestuften Rautenfelder folgen dieser Technik. In den beiden äußeren Achsen sind oberhalb der Türen abermals Blendarkaden eingezogen, die Fassade wird nach außen von Eckpilastern begrenzt. Oberhalb der Arkadenbögen folgt unterhalb des Gesimses eine Fläche mit Marmorrhomben. Die Fassade ist unvollendet und wird nach oben von einem schlichten Giebel mit einem Rundfenster abgeschlossen. Sie folgt in ihrer Gestaltung Vorbildern aus Pisa.
In die Fassade eingefügt sind im Türsturz des Hauptportals und unterhalb drei Flachreliefs. Es handelt sich um die Darstellungen Zug der Heiligen Drei Könige, Begegnung mit Herodes und Anbetung des Kindes.

## Innenraum
Die Kirche ist der Grundstruktur nach eine Basilika, sie verfügt dementsprechend über drei Kirchenschiffe mit erhöhtem Mittelschiff. Die Hochwände des Mittelschiffs werden von Arkadenbögen auf Säulen getragen, die Kapitelle folgen abermals der Korinthischen Ordnung. Die Kirche verfügt über kein Querschiff. Das Mittelschiff läuft in eine halbrunde Apsis aus. Die Kirche ist nicht überwölbt, der Dachstuhl ist frei zu sehen. Auch die Gestaltung des Inneren entspricht pisanischer Bauweise in höchster Reinheit des Stiles.

### Kanzel von Giovanni Pisano

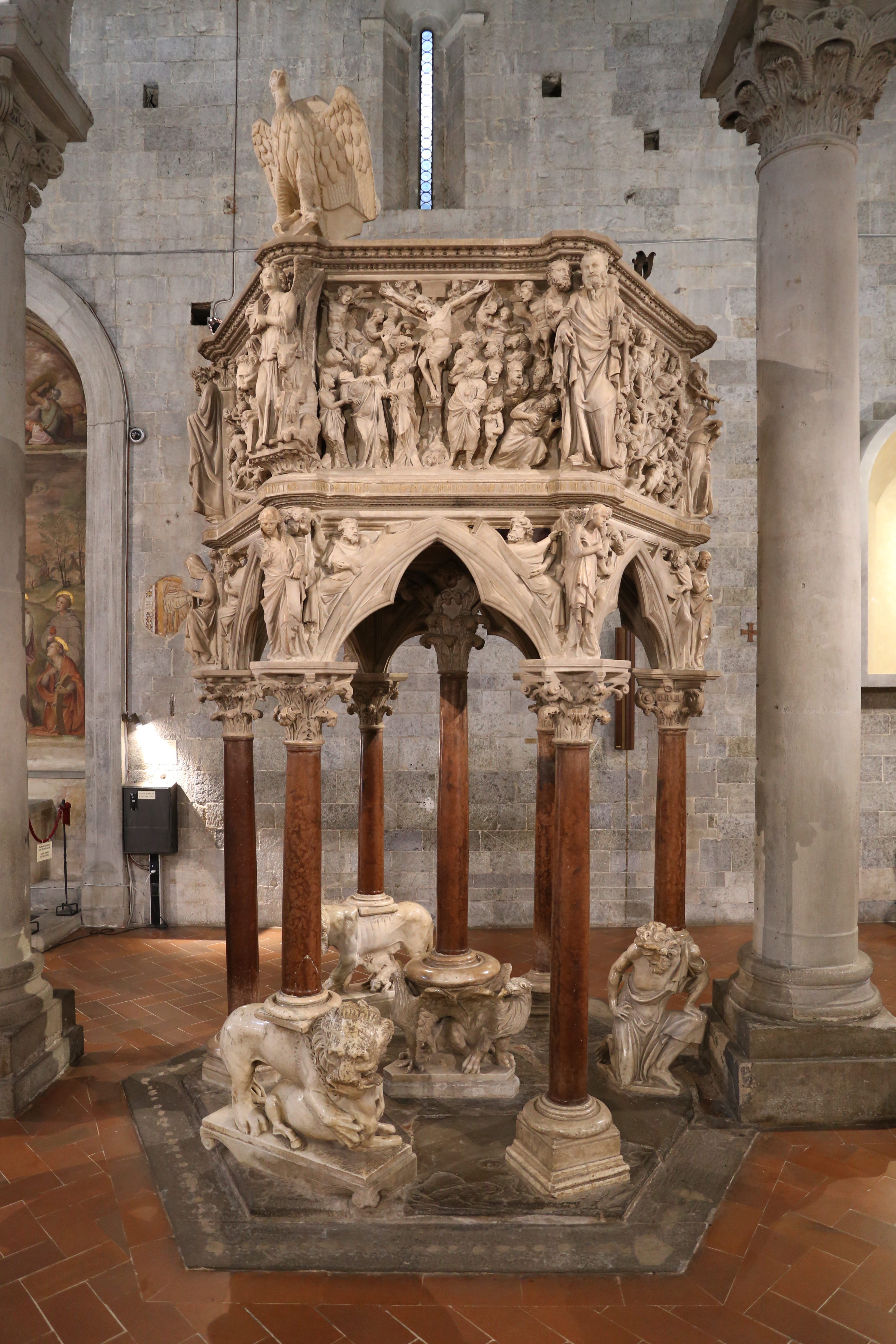
Die Kanzel von Giovanni Pisano

Die prächtige gotische Kanzel des Giovanni Pisano, eventuell unter Mithilfe von Tino di Camaino, ist ein Hauptwerk mittelalterlicher italienischer Skulptur. Sie entstand 1298 bis 1301. Vom Aufbau her gestaltete Pisano ein Hexagon mit sechs Säulen aus Porphyr, die er mit Dreipässen verspannte, und einer mittleren Säule. Der Aufbau entspricht den Kanzeln, die er mit seinem Vater Nicola Pisano in Pisa und Siena anfertigte. Die Säulen ihrerseits sitzen abwechselnd entweder auf Plinthen mit Basis oder auf Atlanten und Löwen auf, die mittlere Säule wird von einer Gruppe aus Adler, Greif und Löwe gestützt. Die Kapitelle folgen der Korinthischen Ordnung, sie gelten als „vorzüglich“ gemeißelt. Die Zwickel der Dreipässe enthalten Darstellungen von Propheten, auf den Ecken sind Sibyllen angefügt. Der Kanzelkasten besteht aus fünf Reliefs, es handelt sich um Darstellungen Verkündigung und Geburt, Anbetung der Könige und Gebot zur Flucht, Kindermord in Betlehem, Kreuzigung und Jüngstes Gericht. Die Figuren der Reliefs sind beinahe vollständig plastisch herausgearbeitet, die Darstellungen werden als mit „expressiver Dramatik“ ausgestattet bewertet. In den Ecken des Kanzelkastens stellte Pisano Aaron, David, Jeremia, Jesaja sowie Engelfiguren dar.

### Weitere Kunstwerke
Ebenfalls von Giovanni Pisano stammt ein hölzernes Kruzifix am ersten Altar der rechten Seite, ihm weiterhin unsicher zugeschrieben werden das Taufbecken, es befindet sich in linken Seitenschiff, und abermals ein Kruzifix am ersten Altar linkerhand.